# Двигатель Nissan L
Nissan L — серия двигателей внутреннего сгорания объёмом 1,3—3,1 л, которые выпускались компанией Nissan с 1966 по 1986 год в четырёх- и шестицилиндровых конфигурациях. У каждого двигателя по два клапана на цилиндр и клапанный механизм SOHC. Блок цилиндров чугунный, а головка — алюминиевая.

## I4

### L13
Объём двигателя L13 составляет 1,3 л (1296 см3), диаметр цилиндра — 83 мм, а ход поршня — 59,9 мм. Впервые двигатель был представлен в 1967 году, а с 1968 года двигатель выпускался в Канаде. Его мощность составляет 57 кВт (77 л. с.) при 6000 об/мин на экспортных моделях. На японском домашнем рынке мощность составляет 53 кВт (72 л. с.) при 6000 об/мин, а крутящий момент — 103—109 Н·м при 3600 об/мин. 

#### Устанавливался на
- Nissan Bluebird (510)

### L14
Объём двигателя L14 составляет 1,4 л (1428 см3), диаметр цилиндра — 83 мм, а ход поршня — 66 мм. Мощность варьируется от 85 до 95 л. с. при 6000—6400 об/мин.

#### Устанавливался на
- 1968—1973 Nissan Bluebird (510)
- Nissan Violet/140J (J710/J711)
- 1971—1973 Datsun Sunny Excellent (PB110)
- 1971—1973 Datsun Sunny Excellent — Coupé (апрель 1971)
- 1973—1976 Nissan Sunny Excellent (PB210)
- 1973—1974 Datsun 140Z (PB210) (ЮАР)
- 1975 Nissan GR-1

### L16
Объём двигателя L16 составляет 1,6 л (1595 см3). Топливная система — двухцилиндровый карбюратор Hitachi-SU. Серийно двигатель выпускался с 1967 по 1973 год. В США до 1971 года двигатель развивал мощность 72 кВт (96 л. с.) при 6000 об/мин, а крутящий момент — 135 Н⋅м при 3600 об/мин. Затем мощность стала составлять 68 кВт (92 л. с.). Диаметр цилиндра составлял 83 мм, а ход поршня — 73,7 мм.

#### Устанавливался на
- 1967—1973 Nissan Bluebird (P510)
- 1968—1973 Datsun 510
- 1970—1972 Datsun 521[3]
- 1971—1977 Nissan 160B (610)[4]
- 1972—1973 Datsun 620
- 1973—1977 Nissan Violet/Datsun 160J (P710/P711)
- 1977—1978 Nissan Violet/Auster/Stanza/160J (A10)

### L16S
L16S устанавливался на Bluebird 910. Двигатель оснащён карбюратором с электронным управлением.

#### Устанавливался на
- Nissan Bluebird (910)

### L16T
L16T оснащён сдвоенными карбюраторами, поршнями с плоским верхом и несколько иную головку блока цилиндров. Его мощность составляет 81 кВт (109 л. с.).

#### Устанавливался на
- 1968—1972 Nissan Bluebird (510)
- Datsun 160Z (B210)

### L16P
L16P работает на сжиженном природном газе.

#### Устанавливался на
- Nissan Bluebird (510)
- Nissan Violet (710)

### L18

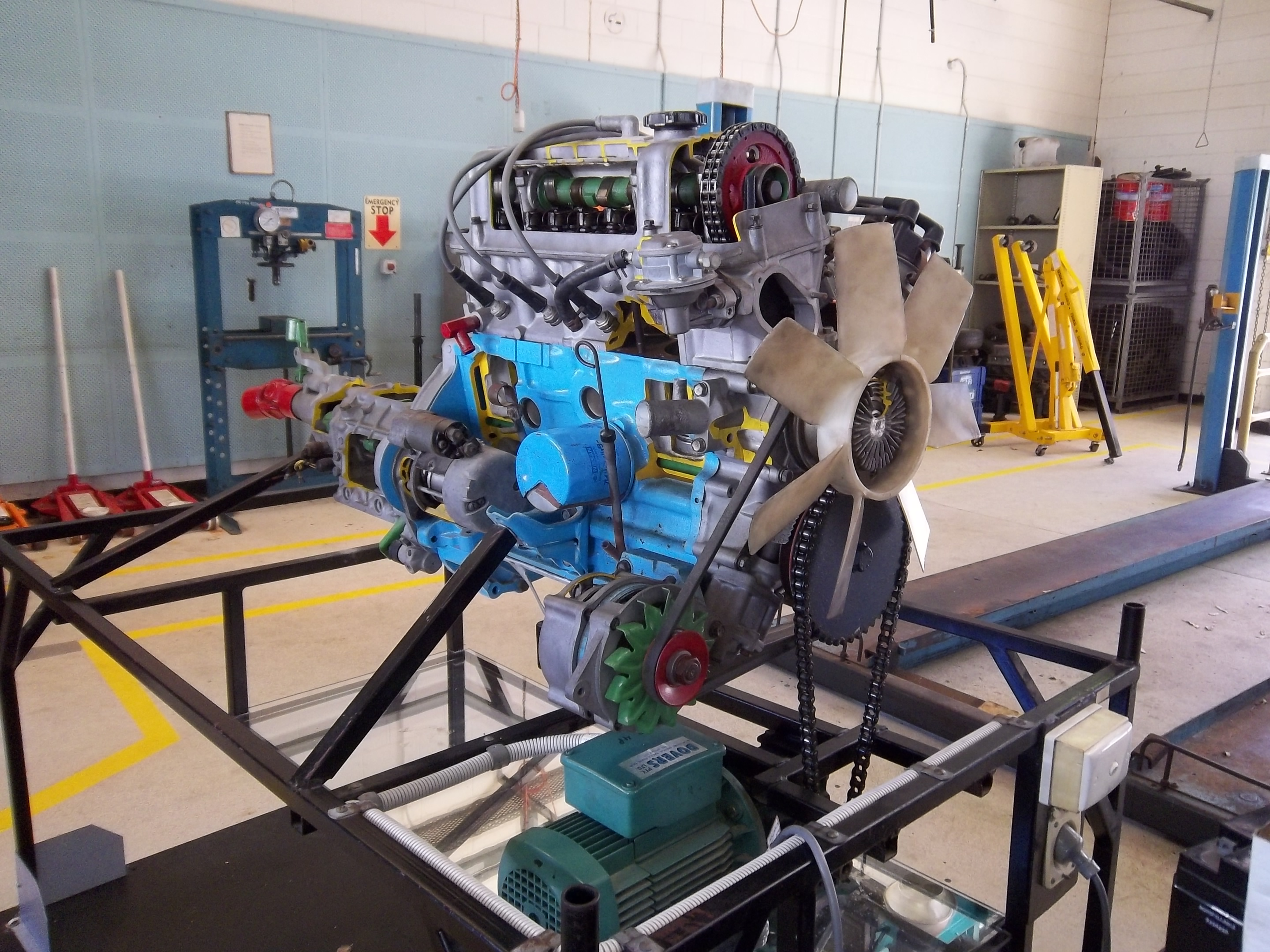
Nissan L18

Объём двигателя L18 составляет 1,8 л (1770 см3), диаметр цилиндра — 85 мм, а ход поршня — 78 мм. Серийно двигатель выпускался с 1972 по 1976 год. Его мощность составляла 77 кВт (104 л. с.) при 5000 об/мин.

#### Устанавливался на
- 1971—1976 Nissan Bluebird/Datsun 180B
- 1973 Nissan Bluebird/Datsun 1600 SSS (P510)
- 1973 Datsun 610
- 1974 Datsun 620
- 1974 Datsun 710
- 1979—1981 Nissan Silvia/Datsun 180SX (S110)
- 1980—1986 Datsun 720 (Ближний Восток)
- Datsun 810

### L18S
Объём двигателя L18S составляет 1,8 л (1800 см3). Он устанавливался на Bluebird (910) и Silvia S10.

#### Устанавливался на
- 1979 Datsun Bluebird (910)
- 1975—1979 Nissan Silvia/Datsun 180SX (S10)

### L18E
Объём двигателя L18E составляет 1,8 л (1800 см3). Он устанавливался на Silvia S11. L18E представляет собой модернизацию L18S с электронным впрыском топлива. Мощность составляет 85 кВт (113 л. с.) при 6200 об/мин.

#### Устанавливался на
- 1976—1979 Nissan Silvia/Datsun 180SX (S10)

### L18T
L18T является версией L18 с двумя карбюраторами SU, большей степенью сжатия и камерой сгорания меньшего объёма. Диаметр впускных клапанов увеличен на 2 мм, а диаметр выпускных клапанов увеличен на 1 мм. Двигатель устанавливался на Bluebird 180B SSS 610 и на 910-U Bluebird 1.8 GL на британском рынке. Его мощность составляет 81 кВт (110 л. с.). Также двигатель устанавливался на Bluebird SSS (910).

### L18P
L18P являлся модификацией двигателя L18, работающей на сжиженном природном газе.

#### Устанавливался на
- Datsun Bluebird 810
- Datsun Bluebird 710

### L20B
Объём двигателя L20B составляет 2,0 л (1952 см3), диаметр цилиндра — 85 мм, а ход поршня — 86 мм. Серийно двигатель выпускался с 1974 по 1985 год. До 1975 года в США двигатель развивал мощность 82 кВт (110 л. с.), а крутящий момент — 152 Н·м. Устанавливался на Datsun 610. С 1977 по 1978 год двигатель устанавливался на 200SX, где развивал мощность 72 кВт (97 л. с.) и крутящий момент 138 Н⋅м. Диаметр цилиндра 60 мм. До 1977 года системой питания был карбюратор, а с 1977 года — инжектор.

#### Устанавливался на
- 1974—1976 Datsun 610
- 1975—1977 Datsun 710
- 1975—1979 Datsun 620 — 82 кВт (110 л. с.)
- 1975—1979 Datsun 200SX (S10)
- 1977—1981 Datsun 200B
- 1978—1981 Datsun 510
- 05.1979—1980 Datsun 720
- 1981 Nissan/Datsun Skyline R30 (ЮАР)

### LZ
- Объём: 1,4—2,3 л (1428—2262 см3)
- Клапанный механизм: DOHC
- Диаметр цилиндра: 44—87,8 мм
- Ход поршня: 50—66 мм
- Мощность: 151—419 кВт (205—562 л. с.)
- Крутящий момент: 539 Н⋅м

#### Устанавливался на
- Nissan March
- Nissan Skyline
- Nissan Silvia

### LD20/LD20T
Nissan LD является дизельным двигателем, который устанавливался на Bluebird 910 и Vanette. Его мощность составляет 48—58 кВт (65—79 л. с.) при 4400—4600 об/мин, а крутящий момент — 127—167 Н⋅м при 2400 об/мин.

#### LD20
Объём двигателя LD20 составляет 2,0 л (1952 см3), мощность — 48 кВт (64 л. с.) при 4600 об/мин, а крутящий момент — 123 Н⋅м при 2400 об/мин. Двигатель устанавливался на:
- Vanette (C120)
- Largo (GC120)

#### LD20 II
Представленный в 1986 году двигатель LD20 II имеет камеру сгорания другой формы. Его мощность составляет 49 кВт (66 л. с.) при 4600 об/мин, а крутящий момент 167 Н⋅м при 2400 об/мин. Двигатель устанавливался на:
- Bluebird (U11)
- Largo (GC120 & GC22)
- Homy/Caravan (E23 & E24)

#### LD20T/LD20T II
Мощность составляет 58 кВт (78 л. с.) при 4400 об/мин, а крутящий момент 167 Н⋅м при 2400 об/мин. Двигатель устанавливался на: 
- Bluebird (U11)
- Largo (GC120 & GC22)
- Homy/Caravan (E23 & E24)

## I6

### L20/L20A

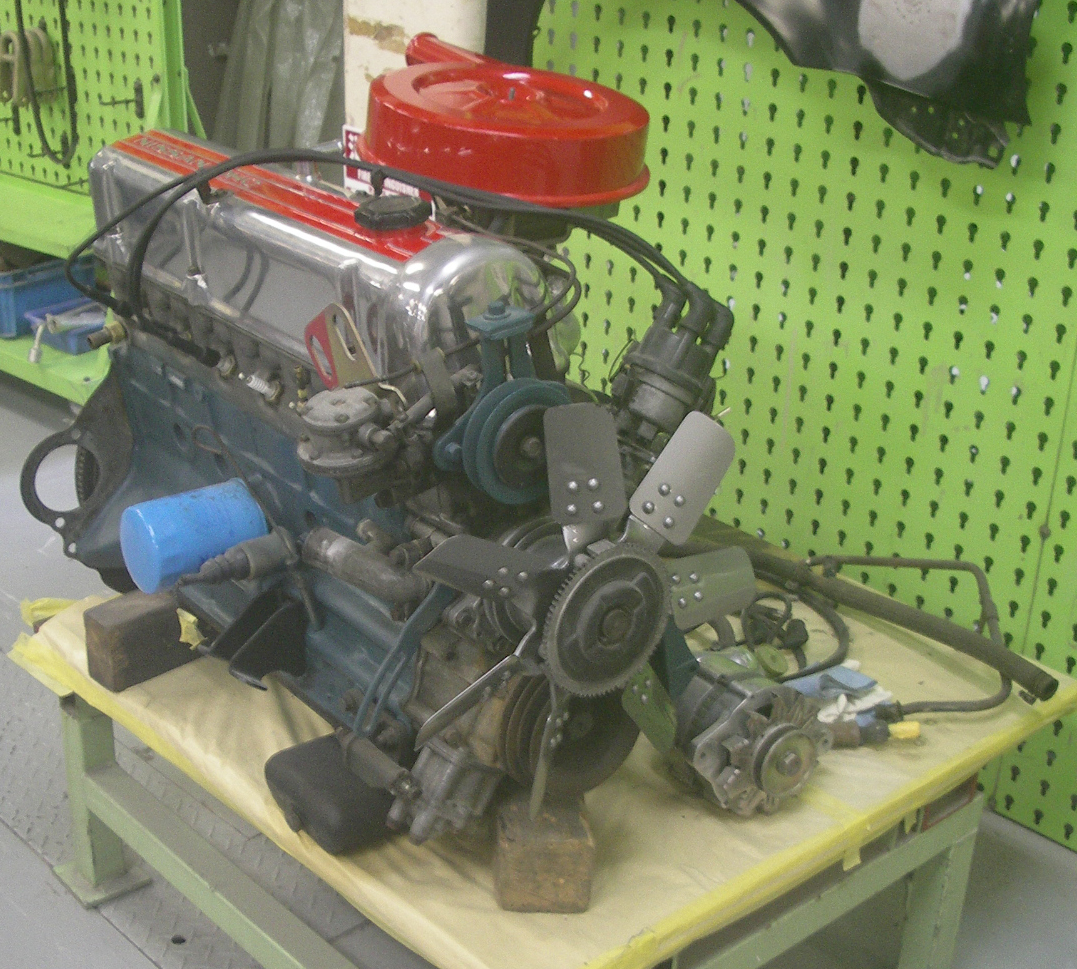
Nissan L20

L20 является 12-клапанным двигателем с клапанным механизмом SOHC, который выпускался с 1966 года. Диаметр цилиндра составляет 78 мм, а ход поршня — 69,7 мм. Объём двигателя 2,0 л (1998 см3). Двигатель устанавливался на Nissan Skyline 2000 GT и Nissan Cedric 130, развивая мощность 81—92 кВт (109—123 л. с.).
В 1970 году был представлен двигатель L20A на базе L16. Он устанавливался на Nissan Laurel/Datsun 200L HLC210 (1975—1977), Nissan Bluebird U G610 (2000GT) и Nissan Cedric 130, развивая мощность 85—96 кВт (115—130 л. с.).
Версия с инжекторной системой подачи топлива получила индекс L20E.

### L20ET

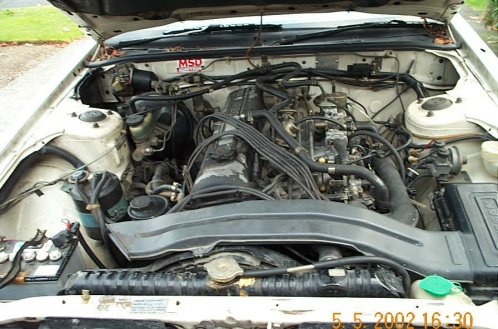
L20ET

L20ET является версией L20E с турбонаддувом. Это 12-клапанный, шестицилиндровый, инжекторный двигатель с прямым впрыском топлива и турбонаддувом, без интеркулера. Двигатель выдаёт мощность 107 кВт (143 л. с.).
L20ET выпущен в конце 1970-х годов. Он устанавливался на автомобили Skyline C210 и R30, Laurel, Leopard, Cedric, Gloria и Fairlady Z. 
В то же время L20ET стал первым двигателем с турбонаддувом за пределами Японии.

### L20P
L20P является версией двигателя L20, которая работает на сжиженном природном газе.

#### Устанавливался на
- Nissan Cedric (330, 430 и Y30)
- Nissan Gloria (330, 430 и Y30)

### L23
Впервые двигатель L23 был представлен в 1968 году. Его объём составляет 2,3 л (2262 см3), а мощность — 92 кВт (123 л. с.). Диаметр цилиндра — 83 мм, а ход поршня — 69,7 мм. L23 выпускался на базе L20. В 1969 году на смену пришёл L24.

#### Устанавливался на
- 1968—1969 Nissan Cedric Personal Six, Special Six и Super Six

### L24

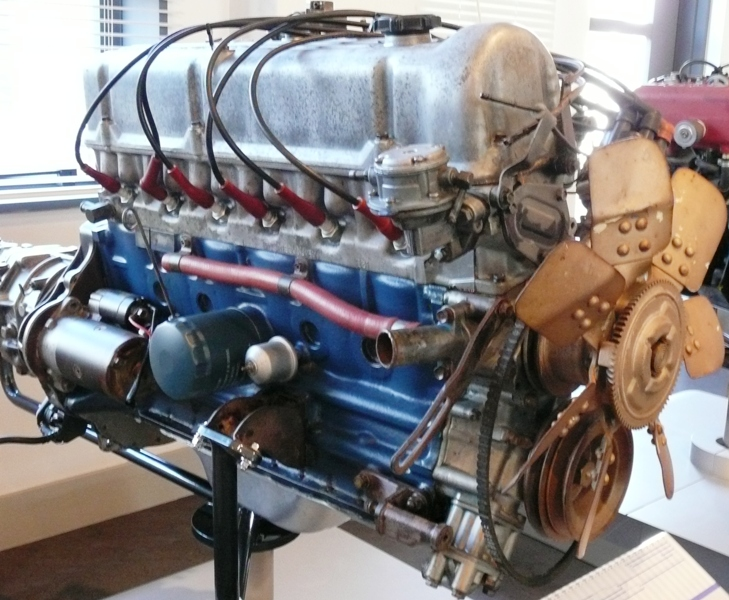
Nissan L24

L24 выпускался с 1969 по 1984 год. Его объём составляет 2,4 л (2393 см3), а мощность варьируется от 96 до 110 кВт (128—148 л. с.). Диаметр цилиндра — 83 мм, а ход поршня — 73,7 мм.

#### Устанавливался на
- 1970—1973 Datsun 240Z — 110 кВт (148 л. с.)
- 1970—1971 Nissan Cedric/Gloria 130
- 1970—1972 Nissan Skyline 2400GT (C10)[9]
- 1971—1972 Nissan Cedric/Gloria 230
- 1972—1977 Datsun 240K (C110)
- 1978—1981 Datsun 240K-GT (C210)
- 1979—1980 Nissan Laurel C230
- 1980—1984 Nissan Laurel C31 (экспорт)

### L24E
L24E выпускался с 1977 по 1986 год. Представлял собой версию L24 с электронным впрыском топлива. Двигатель развивал мощность 103 кВт (138 л. с.) и крутящий момент 180 Н⋅м. Двигатель устанавливался на автомобили на всех рынках, кроме японского.

#### Устанавливался на
- 1977—1980 Datsun 810
- 1981 Datsun 810
- 1981—1985 Nissan Skyline R30
- 1982—1983 Datsun Maxima
- 1984 Nissan Maxima
- 1984—1990 Nissan Laurel C32

### L26
Объём двигателя L26 составляет 2,6 л (2565 см3), диаметр цилиндра — 83 мм, а ход поршня — 79 мм. Серийно двигатель выпускался с 1973 по 1978 год. Мощность варьируется от 103 до 123 кВт (138—165 л. с.).

#### Устанавливался на
- 1972—1975 Nissan Cedric (230)
- 1974—1977 Nissan Laurel (C130)
- 1974—1978 Datsun 260Z
- 1976—1978 Nissan Cedric (330)

### L28
L28 является 12-клапанным двигателем объёмом 2,8 л (2753 см3). Диаметр цилиндра составляет 86 мм, а ход поршня — 79 мм. Двигатель развивает мощность 88 кВт (120 л. с.) при 4800 об/мин и крутящий момент 201 Н⋅м при 3200 об/мин.

#### Устанавливался на
- 1975—1977 Nissan Laurel C130
- 1977—1979 Nissan Gloria 330
- 1978 Dome Zero
- 1978—1979 Nissan Cedric 330
- 1980—1989 Nissan Patrol 160
- 1982—1987 Datsun/Nissan Skyline R30 (ЮАР)
- 1986—2002 Nissan Patrol 260

### L28E

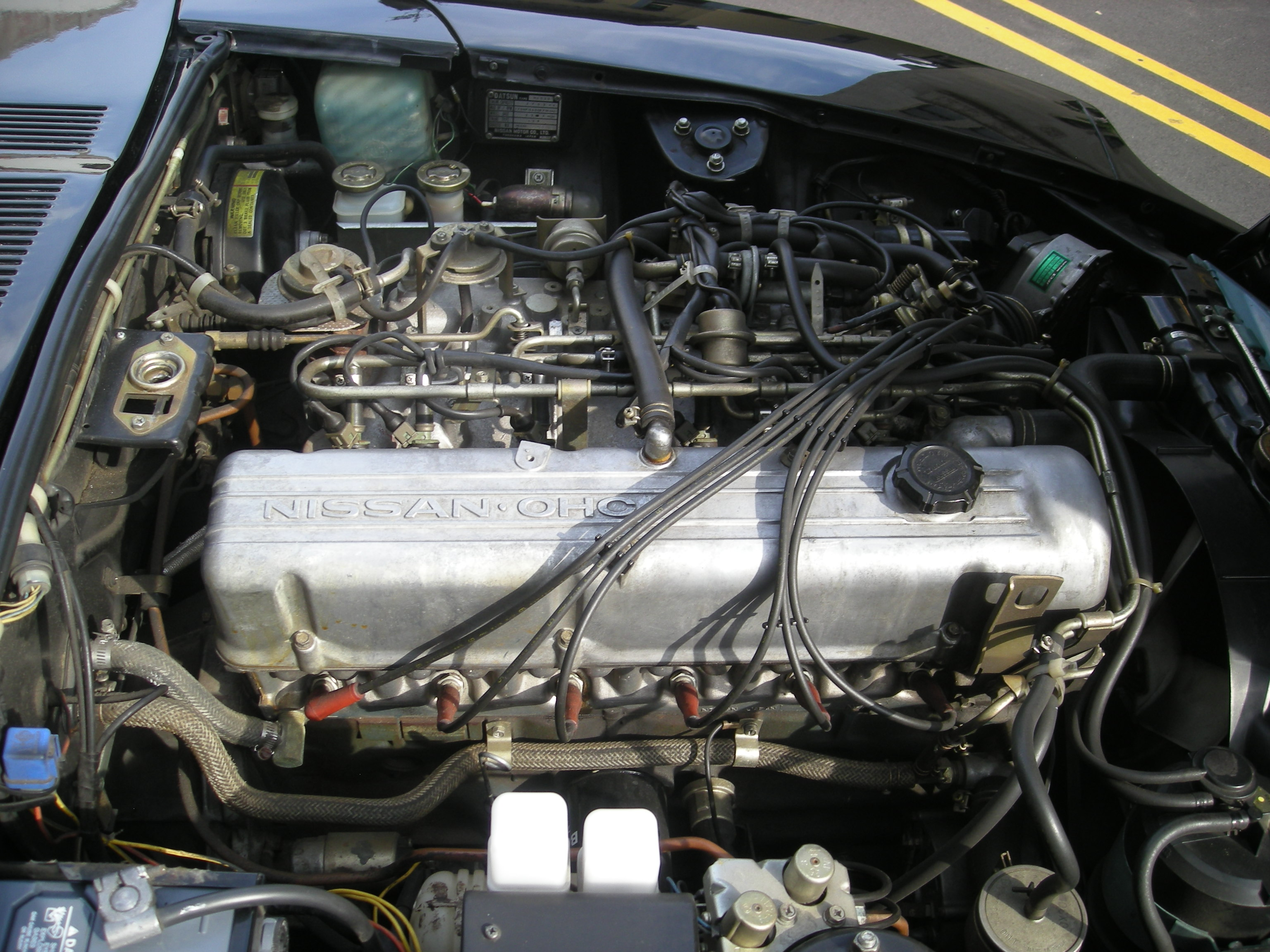
Nissan L28E на Datsun 280Z

L28E является 2,8-литровым (2753 см3) двигателем, выпускавшимся с 1975 по 1984 год и оснащённым поршнями с тарельчатым верхом. До 1981 год степень сжатия составляла 8,3:1, а с 1981 года — 8,8:1. Буква E обозначает электронный впрыск топлива. Мощность варьировалась от 99 до 107 кВт (135—145 л. с.).

#### Устанавливался на
- 1975—1978 Datsun 280Z — 110 кВт (148 л. с.)
- 1975—1986 Dome Zero
- 1979—1983 Datsun 280ZX
- 1980—1982 Nissan Leopard F30
- 1980—1989 Nissan Patrol 160
- Nissan Cedric
- Nissan Gloria
- Nissan AD-2

### L28ET
L28ET был представлен в июне 1983 года. Представляет собой модификацию L28E с турбонаддувом Garrett AiResearch TB03 и электронным впрыском топлива Nissan Electronic Concentrated Control System (ECCS). Его мощность составляет 134 кВт (180 л. с.) при 5600 об/мин, а крутящий момент — 275 Н⋅м при 2800 об/мин. Степень сжатия снижена до 7,4:1.

#### Устанавливался на
- Datsun 280ZX

### LD28
LD28 является дизельным двигателем на базе L28. Диаметр цилиндра составляет 84,5 мм, а ход поршня — 83 мм. Объём составляет 2,8 л (2792 см3), мощность — 67 кВт (90 л. с.) при 4600 об/мин, а крутящий момент — 170 Н⋅м при 2400 об/мин.

#### Устанавливался на
- Nissan Gloria 430/Y30 (1980—1985)
- Nissan Cedric 430/Y30
- Nissan Laurel C31/C32 (1980—1987)
- Nissan Skyline C210/R30
- Datsun 810 G910
- Datsun Maxima G910
- Albin 27 (1982—03.1992)

### LD28T
LD28T является версией LD28 с турбонаддувом. Он выпускался только в Японии, Австралии, Новой Зеландии, Южной Африке и некоторых частях Европы.

#### Устанавливался на
- Nissan Patrol (Y60 и Y61 Safari)
- Nissan Laurel (Европа)